# Kanton Garches
Kanton Garches (fr. Canton de Garches) je francouzský kanton v departementu Hauts-de-Seine v regionu Île-de-France. Tvoří ho dvě obce.

## Obce kantonu
- Garches
- Rueil-Malmaison (část)